# 山梨県道313号藤垈石和線
山梨県道313号藤垈石和線（やまなしけんどう313ごう ふじぬたいさわせん）は、山梨県笛吹市を起点・終点とする一般県道である。

## 概要

### 路線データ
- 起点：山梨県笛吹市境川町藤垈（境川支所前交差点＝山梨県道308号鶯宿上曽根線交点）
- 終点：山梨県笛吹市石和町市部（鵜飼橋南詰交差点＝山梨県道302号石和温泉停車場線交点）

## 重複区間
- 蛍見橋東交差点・南区中央交差点間：山梨県道22号甲府笛吹線

## 通過する自治体
- 山梨県笛吹市

## 交差・接続する道路
- 山梨県道308号鶯宿上曽根線（笛吹市境川町藤垈・境川支所前交差点）
- 山梨県道34号白井甲州線（笛吹市境川町石橋・石橋北交差点）
- 山梨県道22号甲府笛吹線（笛吹市石和町小石和・蛍見橋東交差点）
- 山梨県道22号甲府笛吹線（笛吹市八代町南・南区中央交差点、八代南交差点）
- 山梨県道302号石和温泉停車場線（笛吹市石和町市部・鵜飼橋南詰交差点）

## 周辺
- 笛吹市役所 境川支所
- 笛吹市立境川小学校
- 境川診療所
- 境川郵便局
- 山梨県立笛吹高等学校